# Wólka Radzymińska
Wólka Radzymińska (prononciation : [ˈvulka rad͡zɨˈmiɲska]) est un village polonais de la gmina de Nieporęt dans le powiat de Legionowo de la voïvodie de Mazovie dans le centre-est de la Pologne.
Il se situe à environ 4 kilomètres à l'est de Nieporęt (siège de la gmina), 12 kilomètres à l'est de Legionowo (siège du powiat) et à 23 kilomètres au nord de Varsovie (capitale de la Pologne).
Le village possède approximativement une population de 730 habitants en 2008.

## Histoire
De 1975 à 1998, le village appartenait administrativement à la voïvodie de Varsovie.